# 定林寺遺址 (韓國)
定林寺遺址（：／ Jeongnimsaji）是位於韓國忠清南道扶餘郡，為原百济王朝都城泗沘內的一座佛寺「定林寺」的遺跡。定林寺址在1983年3月被指定為韓國史蹟第301號，2015年與其他七個歷史遺跡，以「百濟歷史遺跡地區」項目登錄為世界遗产。

## 簡介
百濟（西元前18年－660年），又稱南扶餘，是古代朝鮮半島西南部的國家。西元538年百濟將都城遷至泗沘（今韓國扶餘郡），西元660年百濟被唐與新罗的聯軍所滅。
定林寺為百濟定都於泗沘時期（西元538年－660年）之中心寺廟，建築於戰火中毀壞。高麗王朝（西元918年－1392年）時期，定林寺曾經重建，之後再次毀壞。在定林寺遺址中，曾發現有「太平八年戊辰定林寺大藏唐草」的字跡。太平是辽圣宗耶律隆緒的年號，太平八年等同於高麗顯宗十九年（西元1028年），遺址中有大量高麗王朝時期的瓦片，可代表定林寺曾於高麗重建之證據。
定林寺的建築布局為典型的一塔式佛寺配置，中軸線上由南邊起依序為中門、石塔、金堂、講堂，周圍則有迴廊。兩側的迴廊南邊間距較小，北邊較大，布局呈現梯形，原本寺廟前方還有一座蓮池。目前定林寺遺址留下較完整的文物，僅有百濟時期興建的五層石塔，1962年12月列為韩国国宝第9號；以及高麗時期建造的石造如來坐像，1963年1月列為韓國寶物第108號。
現於遺址上建有定林寺址博物館，收藏相關的文物。定林寺址為韓國現存少數百濟時期佛寺的遺址，可以瞭解百濟時期伽藍的配置，考證佛塔、建築礎石等文物，1983年3月列為韓國指定史蹟第301號，受到國家保護。

### 定林寺址五層石塔
定林寺址五層石塔（정림사지 오층석탑）為定林寺中的佛塔，係定林寺在百濟時期唯一留下的文物。五層石塔以花崗岩為建材，高8.33公尺，有超過一千三百年的歷史，其與益山彌勒寺址石塔（韓國國寶第11號）為現今僅存兩座百濟時期的石塔。
定林寺址五層石塔在一層基壇之上豎立五層塔身，五層塔身每一面由四根柱石構成，兩側柱石略凸出，中間兩個柱石略凹入。五層屋頂石的形狀為薄而寬，屋簷的四個角落微微上翹，係遵循木造建築物風格興建的石造佛塔。
西元660年，百濟被唐羅聯軍所滅，當時唐軍主帥苏定方命人於定林寺址五層石塔的第一層塔身刻上〈大唐平百濟國碑銘〉，記述唐朝討伐百濟之始末。此塔曾被稱為「平濟塔」（평제탑），但此語詞帶有貶義，現已不用。銘文從塔的南面開始，以順時鐘方向雕刻，標題「大唐平百濟國碑銘」八字為篆书，內文為楷书。刻在石塔上的文字，經過千餘年已模糊不清，韓國国立中央博物馆中有收藏〈大唐平百濟國碑銘〉的碑文拓本。

### 定林寺址石造如來坐像

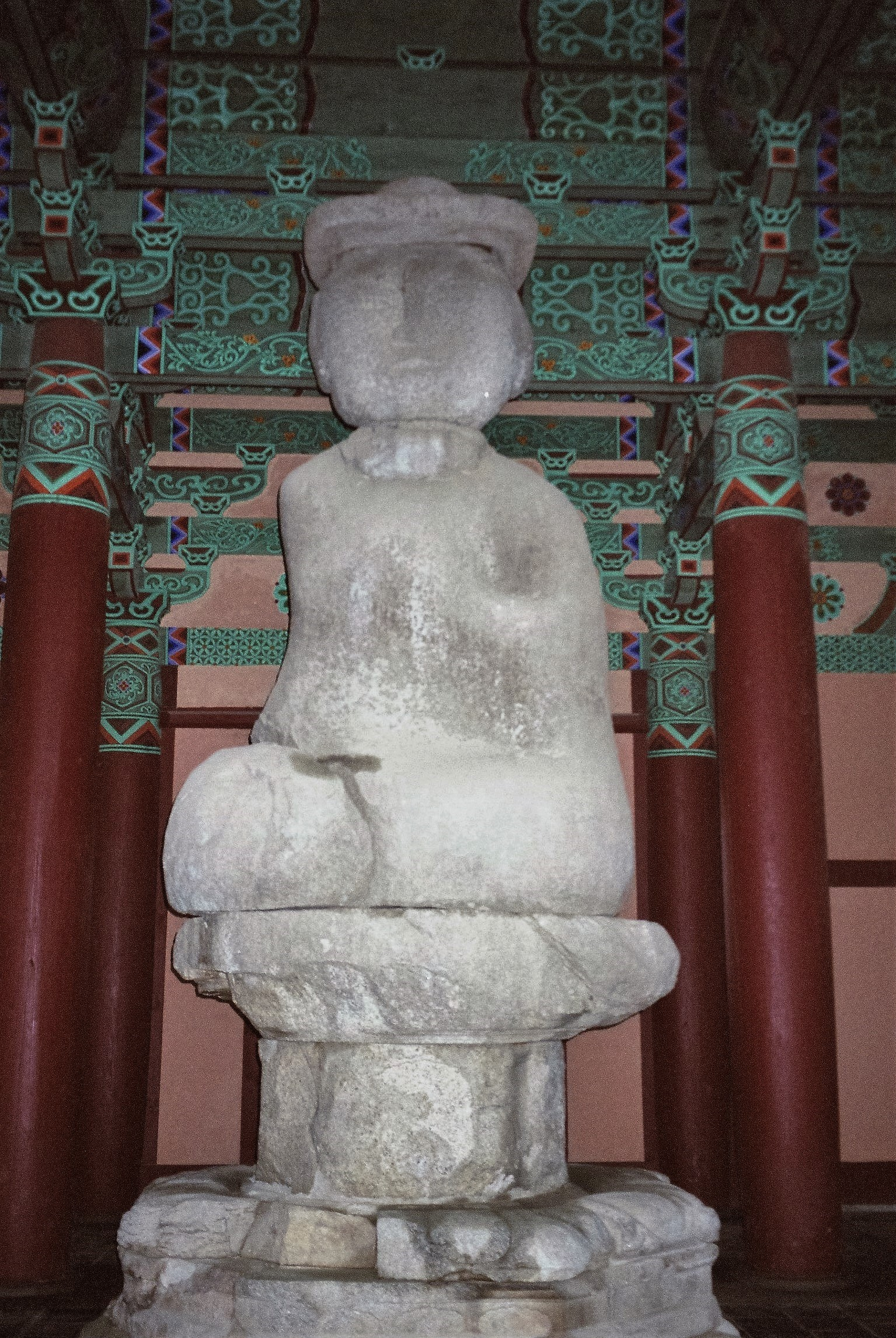
定林寺址石造如來坐像（韓國寶物第108號）

定林寺址石造如來坐像（韓國寶物第108號）為五層石塔以外，定林寺址另一項較完整的文物，其建造於高麗王朝時期，材質為花崗石，高5.62公尺。佛像的外觀因磨損已模糊不清，依據遺址留下的銘文瓦片，可以推測此佛像為本尊佛。現此佛像放置於原先定林寺在百濟時期的講堂之所在地。

## 世界遺產登錄
2015年6月至7月，第39屆世界遺產委員會會議於德國波恩召開，由韓國申報的項目「百濟歷史遺跡地區」經大會通過登錄為世界遺產，「定林寺址」在名單之中，編號為1477-004號。
该世界遗产被认为满足世界遺產登錄基準中的以下基準而予以登錄：
- （ii）在某期间或某种文化圈里对建筑、技术、纪念性艺术、城镇规划、景观设计之发展有巨大影响，促进人类价值的交流。
- （iii）呈现有关现存或者已经消失的文化传统、文明的独特或稀有之证据。[2]

| 世界遺產編號 | 名稱     | 所在地                 | 保護範圍 | 緩衝範圍 |
| ------------ | -------- | ---------------------- | -------- | -------- |
| 1477-004     | 定林寺址 | 36°16'44"N 126°54'48"E | 1.52公頃 | 6.57公頃 |

## 外部連結
- （英文）（日語）定林寺址博物館 （页面存档备份，存于）